# Persecución de Decio

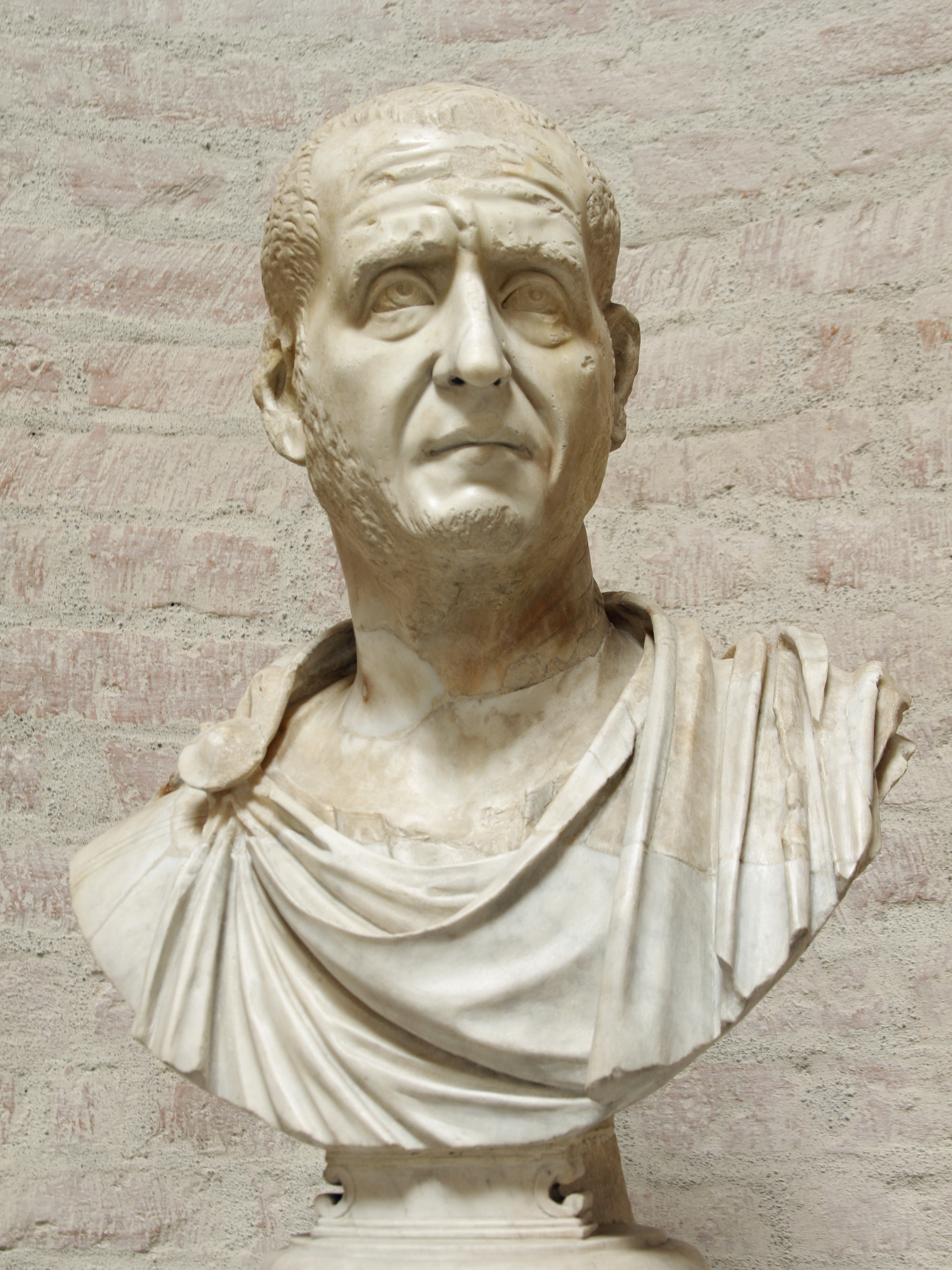
Busto del emperador Decio.

La persecución de Decio a los cristianos tuvo lugar en el año 250, bajo el emperador romano Decio. Quien había emitido un edicto que ordenaba a todos los habitantes del Imperio —excepto a los judíos, que estaban exentos— realizar un sacrificio a los dioses romanos y al bienestar del emperador. Los sacrificios debían realizarse en presencia de un magistrado romano y ser confirmados por un certificado firmado y atestiguado por el magistrado. Aunque el texto del edicto se ha perdido, se conservan muchos ejemplos de los certificados.
El edicto de Decio pretendía actuar como un juramento de lealtad de todo el Imperio al nuevo emperador —que había llegado al poder en el año 249—, santificado a través de la religión romana. No hay pruebas de que Decio buscara atacar específicamente al cristianismo o iniciar una persecución de sus practicantes. Los judíos habían sido específicamente eximidos, demostrando la tolerancia de Decio hacia otras religiones. Sin embargo, los cristianos no fueron eximidos de forma similar, aparentemente porque no se les consideraba una religión. Las creencias monoteístas de los cristianos no les permitían rendir culto a otros dioses, por lo que se vieron obligados a elegir entre sus creencias religiosas y el cumplimiento de la ley, la primera vez que esto ocurría.
Un número indeterminado de cristianos fueron ejecutados o murieron en prisión por negarse a realizar los sacrificios, incluido el papa Fabián. Otros se escondieron, mientras que muchos apostataron y realizaron las ceremonias. Los efectos sobre los cristianos fueron duraderos: provocó tensiones entre los que habían realizado los sacrificios o huido y los que no, y dejó amargos recuerdos de la persecución.

## Antecedentes
Decio se convirtió en emperador romano en el año 249 como resultado de sus victorias militares. Se esforzó por revivir la «Edad de Oro» de Roma, añadiendo el nombre de uno de sus predecesores más admirados, Trajano, al suyo propio, revivió el antiguo cargo de censor y restauró el Coliseo. La restauración de la piedad tradicional romana fue otro de sus objetivos, y tras realizar el sacrificio anual a Júpiter el 3 de enero del año 250, emitió un edicto, cuyo texto se ha perdido, ordenando que se hicieran sacrificios a los dioses en todo el Imperio. Los judíos estaban específicamente exentos de este requisito. No hay pruebas de que este edicto tuviera como objetivo a los cristianos ni de que se pensara en la persecución de los cristianos como uno de los efectos de este decreto; más bien se consideró como una forma de unificar un vasto Imperio y como una especie de juramento de lealtad. Sin embargo, esta fue la primera vez que los cristianos se enfrentaron a una legislación que los obligaba a elegir entre abandonar sus creencias religiosas o morir.

## Requisitos del edicto

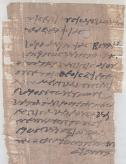
Libellus de la persecución de Decio del año 250 que certifica que el titular ha sacrificado a los dioses romanos.

El edicto ordenaba que todos los habitantes del Imperio, a excepción de los judíos, debían sacrificar y quemar incienso a los dioses y al bienestar del Emperador en presencia de un magistrado romano, y obtener un certificado escrito, llamado libellus, de que esto se había hecho, firmado por el magistrado y los testigos.
Se conservan numerosos ejemplos de estos libelos de Egipto, por ejemplo:

A la comisión elegida para supervisar los sacrificios. De Aurelia Ammonous, hija de Mystus, del barrio de Moeris, sacerdotisa del dios Petesouchos, el grande, el poderoso, el inmortal, y sacerdotisa de los dioses en el barrio de Moeris. He sacrificado a los dioses toda mi vida, y ahora de nuevo, de acuerdo con el decreto y en tu presencia, he hecho el sacrificio, y he derramado una libación, y he participado de las víctimas sagradas. Te pido que lo certifiques a continuación.

No hay nada en estos libelos existentes sobre la necesidad de negar ser cristiano, en contraste con la carta que el gobernador provincial romano Plinio el Joven había escrito al emperador Trajano en el año 112, en la que informaba de que los sospechosos de ser cristianos que maldijeran a Cristo eran liberados, una indicación de que perseguir a los cristianos no era un objetivo del edicto de Decio.

## Exención de los judíos

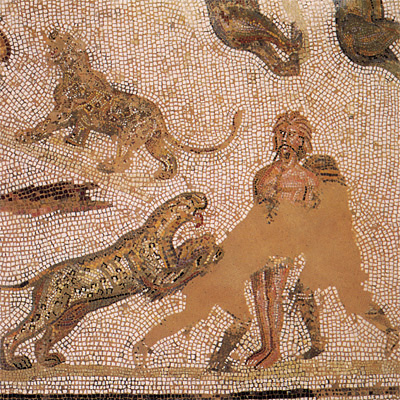
Mosaico del que muestra la damnatio ad bestias, una de las formas de ajusticiar a los cristianos.

Julio César había formulado una política que permitía a los judíos seguir sus prácticas religiosas tradicionales, política que fue seguida, y ampliada, por Augusto. Esto dio al judaísmo el estatus de religio licita (religión permitida) en todo el Imperio. 
Las autoridades romanas respetaban la tradición en la religión y los judíos seguían las creencias y prácticas de sus antepasados. Estaba claro que los judíos no realizaban sacrificios a los dioses romanos ni quemaban incienso ante una imagen del emperador.

## Cuestión de los cristianos

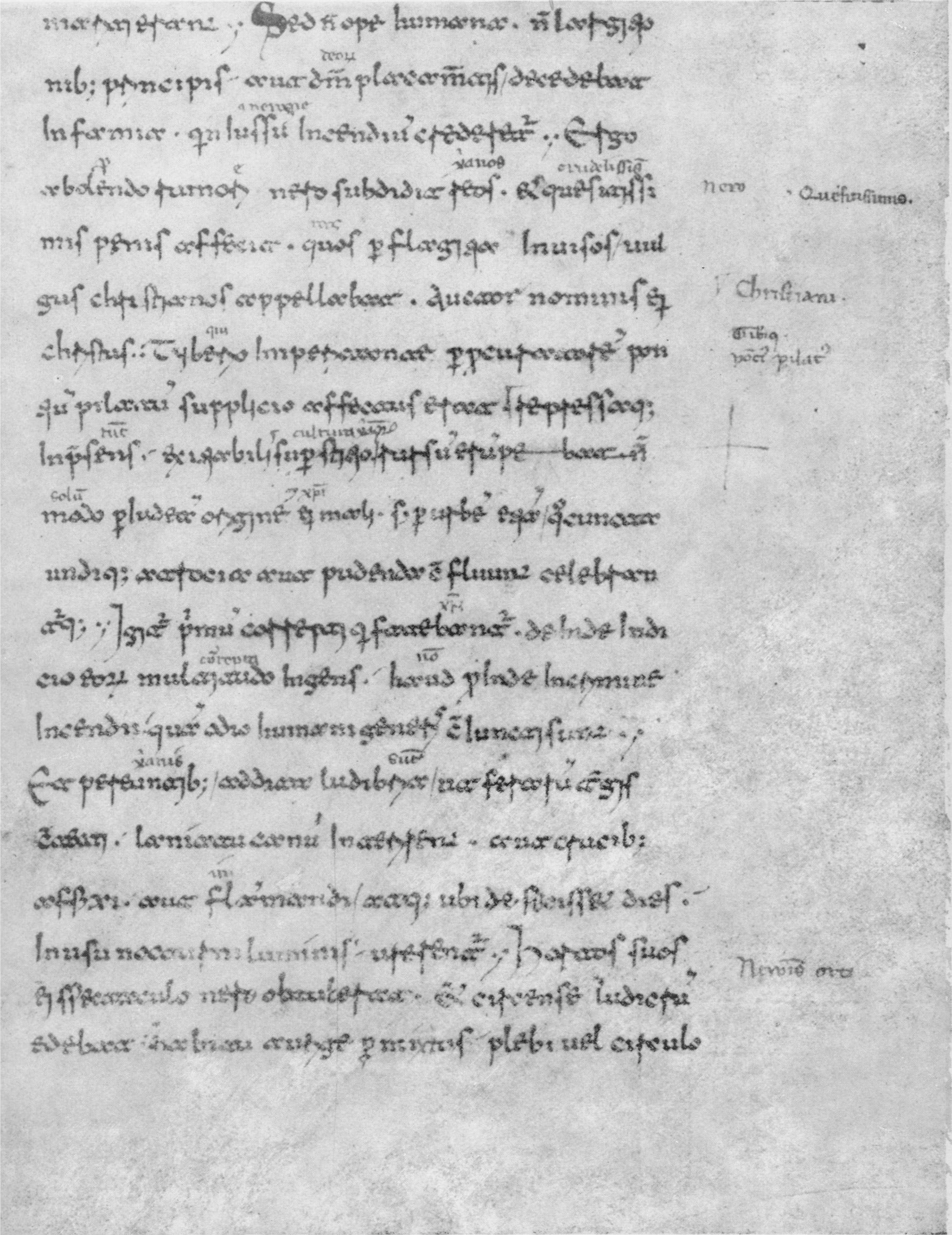
Annale 15.44., de Tácito.

Por el contrario, los cristianos eran un fenómeno nuevo, y que a las autoridades romanas no les parecía en absoluto una religión; tanto las primeras referencias romanas que se conservan sobre el cristianismo, Plinio el Joven y Tácito en sus Anales hacia l año 116, se refieren al cristianismo como superstitio, religiosidad excesiva y no tradicional que era socialmente perturbadora. Los cristianos habían abandonado la religión de sus antepasados y trataban de convertir a otros, lo que parecía peligroso para los romanos; la negativa a sacrificarse por el bienestar del emperador parecía sediciosa.

## Efectos del edicto sobre los cristianos
Los cristianos tenían prohibido por su fe adorar a los dioses romanos o quemar incienso ante una imagen del emperador. La negativa provocó la muerte de algunos cristianos notables, como el papa Fabián, Babil de Antioquía y Alejandro de Jerusalén. No se sabe hasta qué punto las autoridades se esforzaron en comprobar que todos los habitantes del Imperio tuvieran un libelo que certificara que habían realizado sacrificios, pero se sabe que numerosos cristianos, entre ellos Cipriano, obispo de Cartago, se escondieron. Se desconoce el número de personas que murieron por negarse a obtener un certificado. Un gran número de cristianos realizaba los sacrificios tal y como se exigía, hasta el punto de que las autoridades de Cartago se vieron desbordadas por el número de personas, —libeláticos— que solicitaban un certificado y se vieron obligadas a emitir un aviso solicitando que la gente volviera al día siguiente.

## Después del edicto
Los efectos del edicto sobre las comunidades cristianas, muchas de las cuales habían vivido hasta entonces de forma pacífica y sin alteraciones, fueron traumáticos. Muchos (lapsi) desertaron de su fe, y el cismático Novaciano se opuso a su readmisión en la comunidad cristiana. Hacia el año 251, los esfuerzos para hacer cumplir el edicto se habían apagado, y aunque duró poco, la persecución de Decio se convirtió en la memoria colectiva de la Iglesia en un episodio de monstruosa tiranía.
Decio murió en junio de 251, lo que provocó la caducidad de su edicto, que había estado en vigor durante aproximadamente dieciocho meses. La persecución deliberada de los cristianos dentro del imperio comenzó en el año 257 bajo el emperador Valeriano, y se intensificó en el 303 durante la Persecución de Diocleciano.